# 深草バスストップ
深草バスストップ（ふかくさバスストップ）は、京都市伏見区深草五反田町にある、名神高速道路京都南インターチェンジ（京都南IC）東方の本線上にあるバス停留所である。
当停留所は京都市の南部にあり、京都の玄関口の一つとして機能している場所であり、高速バスの運行会社各社は京都深草（きょうとふかくさ）の名称を用いて案内を行っている。
また、名神高速道路上に存在するため、名神高速にある他の停留所と同様に、名神深草（めいしんふかくさ）と呼ばれることもある。

## 概要
京都南ICから東方約1.5km地点に存在し、名神ハイウェイバス京都線が停車するほか、大阪発着で東京方面（東海道昼特急・中央道昼特急等）、信越方面、中部方面へ向かう高速バスが一部停車する。
深草バスストップ（京都深草）に停車するバスのうち、京都市の中心駅である京都駅を始終点ないし経由地とする路線の場合は、当停留所は、概ね市の南方および京阪電鉄沿線（宇治市、八幡市、枚方市など）から、該当バスを短時間、低料金で利用するためのアクセス場所として機能している。
一方、大阪駅（梅田駅）など大阪市内を始終点として名神高速道路を通り、京都駅を経由せず、代わりに京都深草に停車するバス路線の場合は、当停留所は京都市およびその南部一帯の他、京阪電鉄沿線や近鉄京都線沿線などから該当バスを利用するために必然の場所として機能している。

### 特記事項
- 他交通機関との接続が悪いことが多い高速バス停留所の中では、当停留所は一般路線バス停留所（京都市営バス・京阪バス）や鉄道駅（藤森駅、竹田駅）が近傍にあることから比較的利用者数が多くある。
- 利用者数が多いこともあり、2007年頃に道路側に柵が設けられ、2016年に背の高い金網に取り替えられた。車道への誤侵入による交通事故を防止するため、乗降口の扉は施錠されており、車道（バス）側からのみ解錠可能となっているため、バス到着後乗務員が扉を開けて客を乗降させ、客扱い終了後再び施錠する運用となっている。
- 2017年4月17日の名神ハイウェイバスのダイヤ改正に伴い京都駅・大阪駅・三宮方面への乗車ができなくなったため、下り側のバスストップは降車専用になった。2017年4月16日以前は、京都深草 - 京都駅間のみの短区間利用も可能であった[2]。
- 旧盆・年末年始・5月の大型連休の時期は名神高速道路自体が渋滞し、大幅な遅れ運行になるのでこのバスストップを通過する路線・事業者もある（名神茨木、名神高槻、名神大山崎も同様）。

## 停車する路線

### 関東地方発着
- グラン昼特急号・青春昼特急号（大阪駅 - 新城（道の駅もっくる新城） - バスタ新宿（新宿駅）・東京駅）（西日本JRバス・JRバス関東）
- 横浜グラン昼特急大阪号（大阪駅 - 町田バスセンター・横浜駅）（西日本JRバス）

### 信越方面発着
- おけさ号（梅田 - 新潟・万代シテイバスセンター）（阪急バス・新潟交通）
- アルペン長野号（梅田 - 長野バスターミナル）（アルピコ交通）
- アルペン松本号（梅田 - 松本バスターミナル）（阪急バス・アルピコ交通）
- アルペン諏訪号（梅田 - 諏訪・茅野）（アルピコ交通）
- アルペン伊那号（USJ・梅田 - 伊那市・箕輪）（阪急観光バス・伊那バス）

### 東海・北陸方面発着
- 浜松エクスプレス大阪号/大阪イーライナー（USJ・大阪駅 - 浜松駅）（遠州鉄道）
- 名神ハイウェイバス（京都駅 - 名古屋駅）（西日本JRバス・名阪近鉄バス・名鉄バス・JR東海バス）
- 大阪⇔砺波・富山線（梅田 - 砺波駅・富山駅）（阪急バス・富山地方鉄道）
- 北陸道グラン昼特急大阪号（大阪駅 - 金沢駅）（西日本JRバス）
- 北陸道青春昼特急大阪号（大阪駅 - 京都駅 - 福井駅 - 金沢駅）（西日本JRバス）
- 大阪⇔金沢線（梅田 - 金沢駅・兼六園下）（阪急バス・北鉄金沢バス）
- 大阪⇔福井線（梅田 - 福井駅）（阪急観光バス・福井鉄道・京福バス）

## 周辺施設
- 京都市青少年科学センター
- 京エコロジーセンター
- 京都市立藤森中学校

## バス停へのアクセス

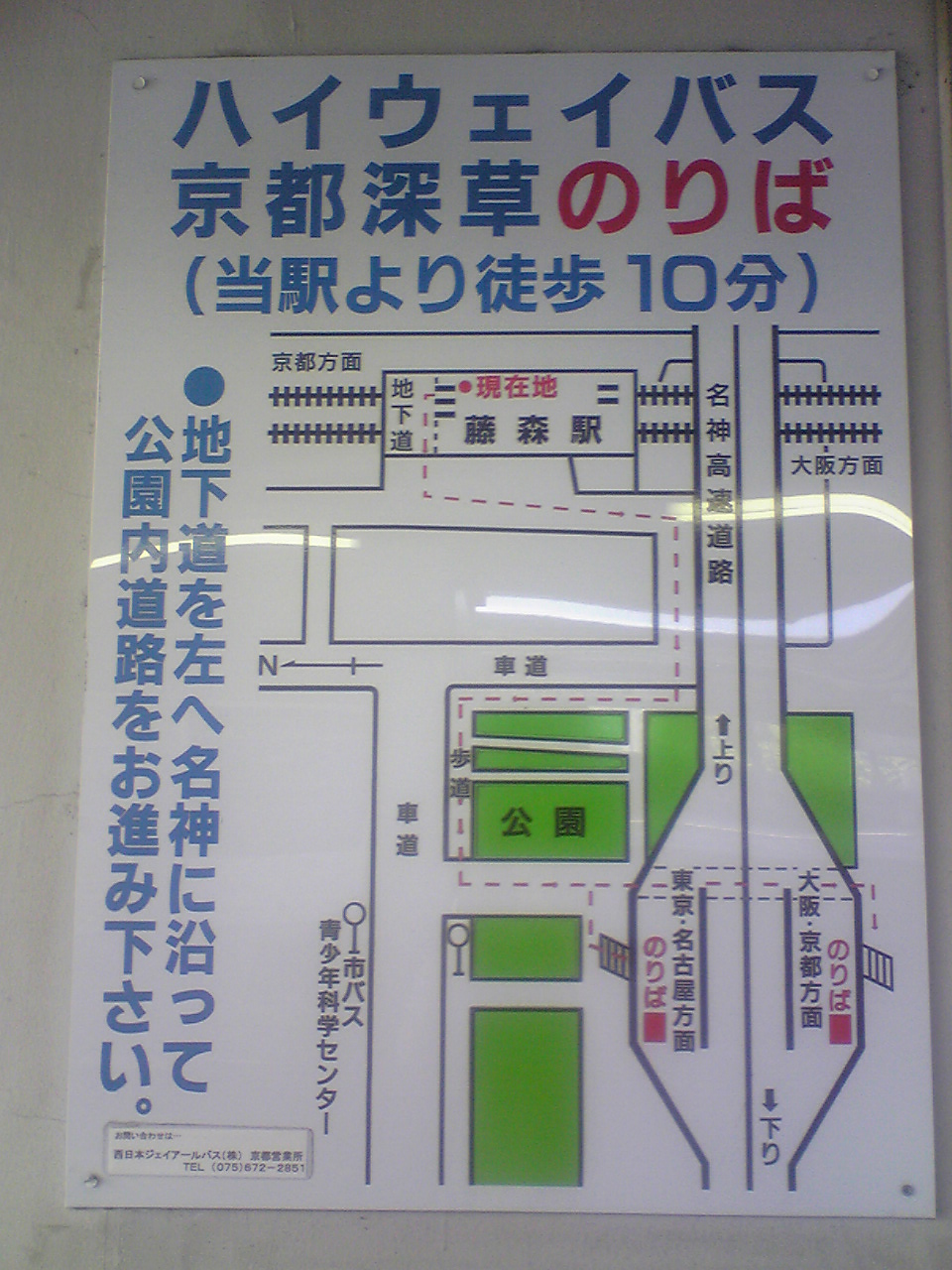
藤森駅改札口付近に掲示の案内図（下が西）

- 京阪本線藤森駅（駅から東へ約500m、徒歩約10分[3]） - （京阪本線には深草バスストップ（京都深草）と同じ深草の地名を付した龍谷大前深草駅があるが、当停留所の最寄り駅は隣の藤森(ふじのもり)駅である。またJR奈良線にもJR藤森駅があるがこちらからは徒歩約25分と遠くなる。バスからJR藤森駅は登り坂のため約30分。
- 竹田駅（駅から西へ約800m、徒歩約15分[3]） - 地下鉄烏丸線・近鉄京都線
- 青少年科学センター前バス停 - 京都市営バス（京都駅・藤森神社・横大路車庫・竹田駅方面へ向かう急行105号系統・南5号系統・臨南5系統・南8号系統）
- 青少年科学センターバス停 - 京阪バス（醍醐バスターミナル方面へ向かう2号経路が発着）

当停留所の大阪側階段には藤森駅の方向を示した案内板があり、藤森駅には当停留所までの案内図が掲示されている。
なお、路線バス停留所の「青少年科学センター前」と「青少年科学センター」は同じ位置にある（※当ページは高速バス停留所のため、「路線バス」と表記した）。

## 距離
名古屋駅から145.8km、大阪駅から45.9km

## 位置情報
- 北緯34度57分23.6秒 東経135度45分55秒 / 北緯34.956556度 東経135.76528度
- 京都東南部(京都及大阪) - 地理院地図
- 京都市伏見区深草五反田町 - Google マップ

## 隣
E1 名神高速道路
(31)大津IC/SA - (32)京都東IC - 深草BS - (32-1)京都南JCT - (33,33-1,33-2)京都南IC